# 한음파
한음파(Hanumpa[한:음파])는 대한민국의 록 밴드이다. 밴드명은 스튜디오에서 사용하는 마이크 브랜드명에서 가져왔다.

## 역사
- 1994년 고등학교 때 밴드결성
- 1995년 심고사(심장병을 고친 사람들)라는 밴드로 음악활동을 시작.
- 1996년 더블듀스, 재머스 등에서 공연.
- 1997년 군입대로 활동중단.
- 1999년 한음파로 밴드명 변경
- 2002년 활동 중단
- 2007년 재결성

## 구성원
| 멤버명 | 생년월일        | 포지션         |
| ------ | --------------- | -------------- |
| 이정훈 | 1976년 9월 25일 | 보컬           |
| 윤수영 |                 | 기타           |
| 장혁조 | 1976년 11월 8일 | 베이스, 키보드 |
| 김윤태 | 1971년 11월 1일 | 드럼           |

### 전 구성원
- 권일웅 (1977년생) - 기타
- 박종근 (1977년 9월 23일생) - 기타
- 백승엽 (1976년생) - 드럼

## 음반

### 정규 앨범
- 독감 (2009년 6월 29일)
- Kiss from the mystic (2012년 3월 13일)
- 이명 (耳鳴) (2014년 11월 28일)

### 싱글
- 5th Plan (2008년 11월 27일)
- Vampire Love Song (2012년 2월 13일)

### EP
- 한음파 (2001년 4월)
- 잔몽 (2010년 8월 26일)

### 참여 앨범
- 2011 들국화 리메이크 앨범 Part 3 (2011년 5월 13일)
- 2011 들국화 리메이크 (2011년 5월 26일)

## 수상
- 2008년 EBS 스페이스 공감 7월의 헬로루키 선정
- 2008년 EBS 스페이스 공감 올해의 헬로루키 심사위원특별상

## 단독 공연
- 2012년 4월 - 정규 2집 앨범 발매 콘서트
- 2012년 6월 ~ 8월 - 삼고초려 콘서트
- 2015년 3월 7일 - 정규 3집 앨범 발매 콘서트

### 그외 공연
- 2009년 펜타포트 록 페스티벌
- 2010년 펜타포트 록 페스티벌
- 2012년 지산 밸리 록 페스티벌